# Niklaus von Hagenau

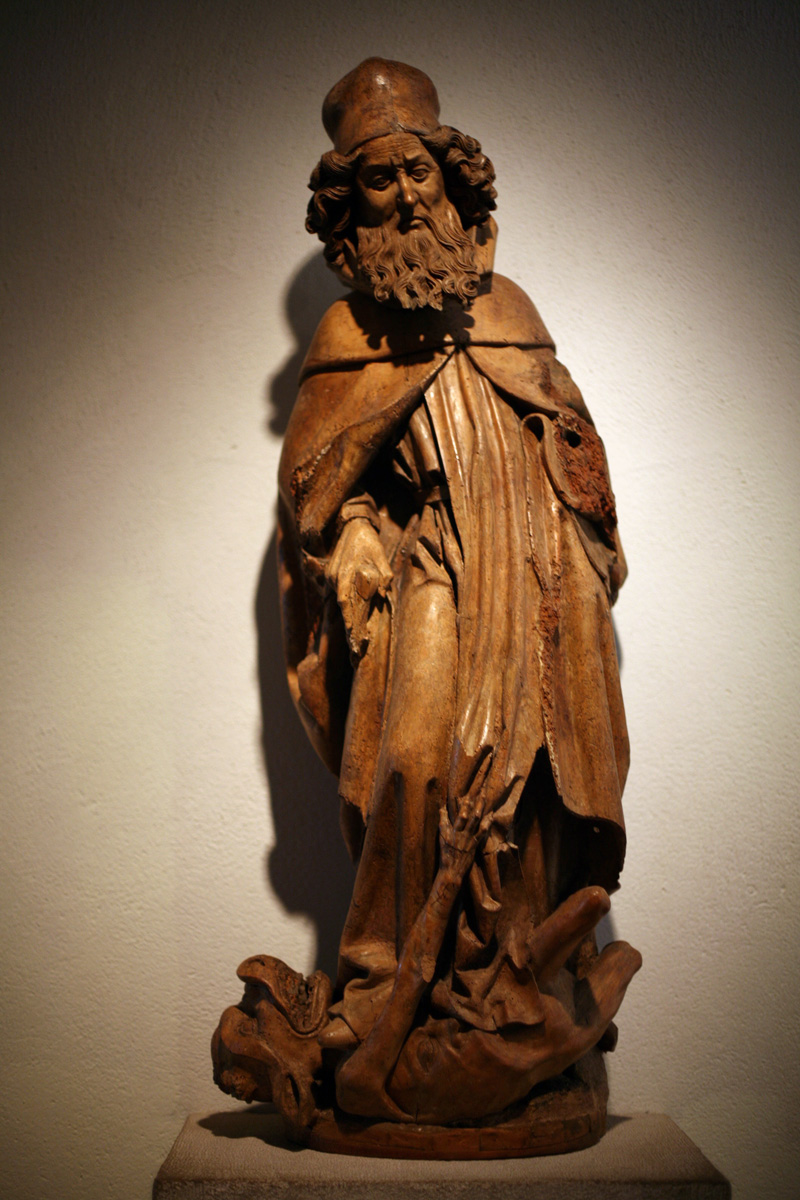
Sankt Antonius Eremita (New York, The Cloisters)

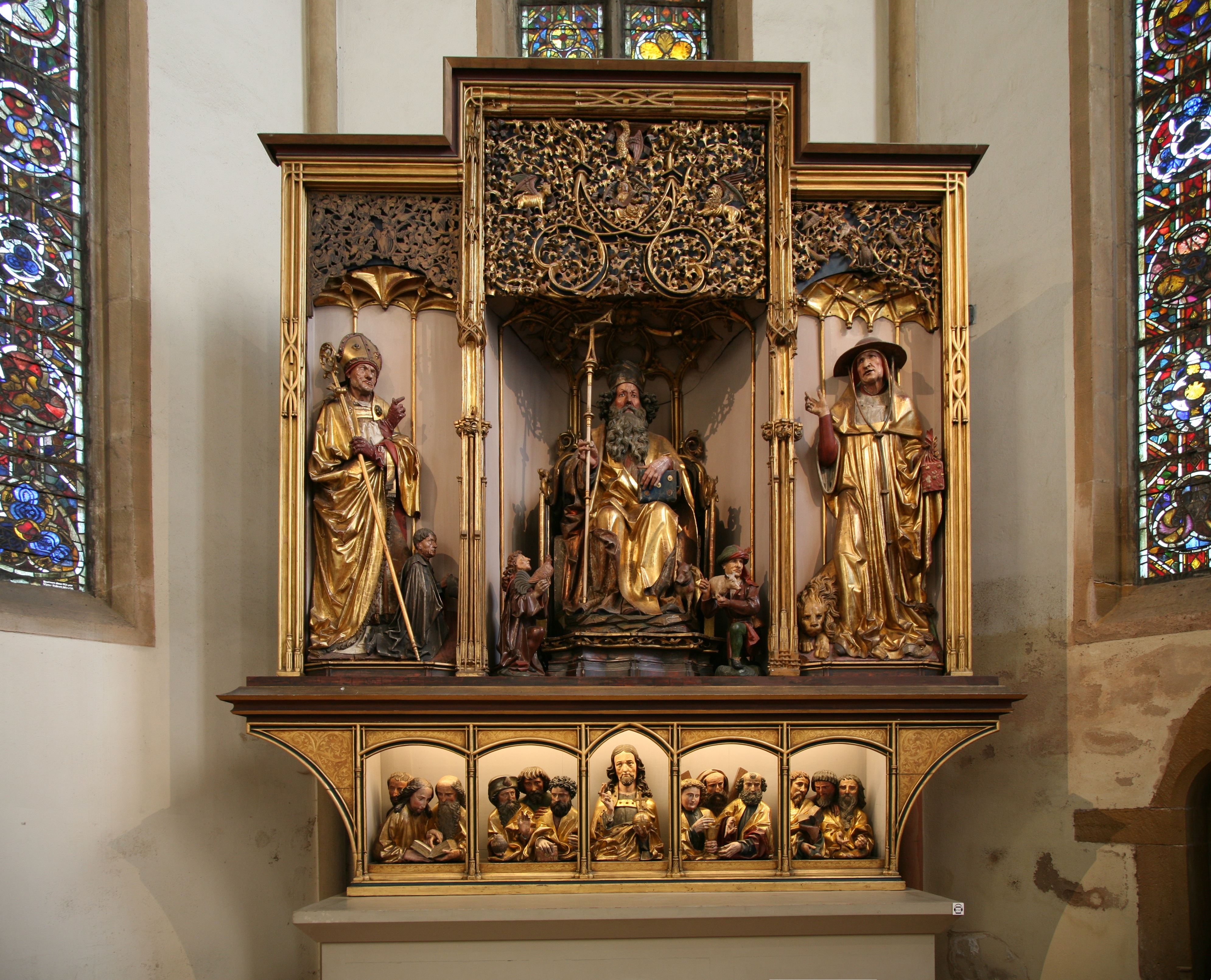
Skulpturen der dritten Schauseite des Isenheimer Altars (Colmar, Unterlinden-Museum)

Niklas Zimmerlin genannt Niklaus von Hagenau (auch: Niclas Hagenauer, Niklaus Hagenauer, Niklas Hagnower, Niklaus Hagnower, Niclas von Hagenau, Nicolas de Haguenau * um 1445/60; † vor 1538) war ein elsässischer Bildschnitzer der Spätgotik.

## Leben und Werk
Über das Leben von Niklaus ist wenig bekannt. Er wurde 1493 nachweisbar Straßburger Bürger (Tätigkeit in Straßburg zwischen 1485 und 1526) und hatte zwei Brüder, Veit (Guy) und Paul, die ihm bei seinen Arbeiten assistiert haben sollen. In Straßburg schuf er 1501 sein einziges gesichertes Werk, den Hochaltar des Straßburger Münsters, der nur als Kupferstich von 1617 (Stuttgart, Landesmuseum Württemberg, HB 4622) überliefert ist. In Colmar werden ihm der Schrein sowie die Skulpturen des Mittelteils der dritten Schauseite (jedoch nicht der Predella) des Isenheimer Altars (um 1512–16) zugeschrieben; die Gemälde der Altarflügel wurden von Matthias Grünewald um 1510/15 ausgeführt. Die Entwürfe für den Altarschrein stammen wahrscheinlich von Martin Schongauer (um 1450–1491), wie verschiedene Stiche von ihm beweisen.

## Werke
- Johannes der Täufer, um 1480 (Lindenholz, Höhe 81,5 cm; Freiburg im Breisgau, Augustinermuseum, Inv. Nr. S 53/001)[5]
- Isenheimer Altar, zusammen mit Matthias Grünewald
  - Der Heilige Antonius mit den Heiligen Augustinus und Hieronymus, um 1500 (Lindenholz, Colmar, Musée Unterlinden)
- Der Heilige Antonius Eremita, um 1500 (Walnussholz, Höhe ca. 114 cm; New York, Metropolitan Museum of Art, The Cloisters, Inv. Nr. 1988.159)[6]
- Hochaltar des Straßburger Münsters, um 1501 (1682 zerstört)[1] (Holz; Beweinung und hl Laurentius im Musée de l’Œuvre Notre-Dame in Straßburg)